# اطلاعات بانوان
اطلاعات بانوان یا بانوان نخستین مجله منتشرشده ویژه بانوان در تهران بود. این مجله اولین بار در ۱۲ فروردین ۱۳۳۶ در تهران با صاحب امتیازی و مدیر مسیولی قدسی امیرارجمند «مسعودی» به چاپ رسید. این مجله که به وسیلهٔ روزنامه اطلاعات در دوران حکومت محمدرضا پهلوی منتشر می‌شد، مطالبی در مورد سلبریتی‌ها، خانواده سلطنتی، سلامتی، زیبایی و دیگر مباحث مربوط به زنان مطلب منتشر می‌کرد.
این مجله در سال‌های ابتدایی با سردبیری ایرج مستعان و در قطع ۲۵/۳۵ و در ۸۰ صفحه به فروش می‌رسید. در سال‌های ۱۳۳۸ و ۱۳۳۹ تیراژ مجله به رکورد بی‌سابقه ۴۵ هزار نسخه رسید. این مجله در دهه ۱۳۴۰ برای تشویق زنان به کار روزنامه‌نگاری، کلاس‌های روزنامه‌نگاری و دوره‌های ۲ ساله خبرنگاری برگزار کرد که از فارغ‌التحصیلان این دوره‌ها می‌توان از منصوره پیرنیا و منیژه دولتشاهی نام‌برد. این مجله در سال‌های ۱۳۳۹–۱۳۴۰ انجمنی به نام انجمن دوشیزگان و بانوان تأسیس کرد‍ که به آماده کردن دختران و زن‌های جوان برای شرکت در کارهای اجتماعی کمک می‌کرد. در سال ۱۳۴۷ بانو پری اباصلتی به سردبیری مجله برگزیده شد.
این مجله در سال ۱۳۵۷ بسته شد اما در سال ۱۳۵۹ دوباره تحت سردبیری زهرا رهنورد چاپ شد.